# 普里莫爾斯凱 (札波羅熱州)
普里莫爾斯凱（羅馬化：Prymorske）是位於烏克蘭南部扎波羅熱州瓦西里夫卡區斯泰普諾希爾斯克市鎮的村莊。該村始建於1750年，面積54.6平方公里，海拔高度73米，2001年人口3840，人口密度每平方公里70.3人。